# Paul Friedrichs
Pour les articles homonymes, voir Friedrichs.
Paul Friedrichs, né le 21 mars 1940 à Buchholz et mort le 30 août 2012 à Erfurt, était un pilote de  motocross professionnel est-allemand. Il a été sacré trois années consécutives champion du monde de moto-cross 500 cm3 FIM en 1966, 1967 et 1968.

## Biographie
Paul Friedrichs a grandi dans le Mecklembourg, une région de l'Allemagne septentrionale où il a rejoint successivement les clubs de sport moto : le MC tractor de Franzburg, le MC Dynamo de Rostock et le Sportvereinigung (SV) Dynamo. 
Avec sa formation reçue au sein de ces clubs, il est devenu l'un des meilleurs pilotes de moto-cross et enduro de son temps. En 1965, il a terminé à la deuxième place du Championnat du monde 500 cm3, derrière Jeff Smith, avant de décrocher son premier titre mondial en 1966 au guidon d'une CZ d'usine. Paul Friedrichs devint ainsi le premier champion du monde 500 cm3 avec une moto à moteur deux-temps et le premier champion du monde venant du bloc de l'Est dans une Europe divisée. 
En 1967 et 1968, Paul Friedrichs réussit à garder sa couronne, avant de finir à la troisième place du Championnat 1969. 
En 1972, il termine deuxième derrière Roger De Coster dans le Championnat du monde 500 cm3. Cette année-là, il remporte notamment le Grand Prix de France sur le circuit du Val de Gravel à Corseul dans les Côtes-d'Armor. 
Paul Friedrichs a également participé à l'édition 1972 des ISDT (International Six Days of Trial, devenus les ISDE en 1981, International Six Days of Enduro, et appelés "Les 6 jours" en France), au sein de l'équipe nationale est-allemande qui a terminé deuxième derrière la puissante équipe nationale tchécoslovaque, vainqueur chez elle sur le circuit de Špindlerův Mlýn.